# Nazionale maschile under 20 di rugby a 15 dell'Italia
La nazionale Under-20 di rugby a 15 dell'Italia è la selezione giovanile che sotto la giurisdizione della Federazione Italiana Rugby rappresenta l'Italia nel rugby a 15 a livello internazionale.
La nazionale partecipa annualmente al Sei Nazioni Under-20 fin dall'edizione 2008, anno in cui venne istituita la competizione giovanile del torneo sulla falsariga di quello analogo destinato alle nazionali maggiori.
Inoltre, prende parte al Campionato World Rugby Under-20, istituito nel 2008 come Campionato mondiale giovanile di rugby, che integrò e sostituì da allora la Coppa del Mondo di rugby Under-19 ed Under-21 e, in caso di retrocessione dal torneo maggiore, al Trofeo World Rugby Under-20, già Trofeo mondiale di rugby giovanile.
I giocatori selezionati spesso sono in prevalenza membri dell'Accademia Nazionale “Ivan Francescato” di Remedello, in provincia di Brescia.

## Storia
Istituita nel 2008, in occasione della riorganizzazione voluta dall'allora International Rugby Board (oggi World Rugby, organo di governo del rugby a 15 a livello mondiale) e volta a rimpiazzare le precedenti selezioni Under-21 e Under-19, la nuova nazionale giovanile italiana guidata dall'allenatore Andrea Cavinato ha debuttato lo stesso anno nell'edizione inaugurale del Sei Nazioni di categoria ottenendo una sola vittoria contro la Scozia col punteggio 14-13. In seguito, nel mese di giugno, ha pure preso parte alla prima edizione del Campionato mondiale giovanile di rugby ospitato in Galles: nella fase a gironi l'Italia ha raccolto una sola vittoria sconfiggendo il Giappone 24-20 e alla fine, dopo essere stata sconfitta 9-6 dall'Irlanda nella semifinale per il 9º posto, si è posizionata all'undicesimo posto sconfiggendo il Canada 33-10.
Il 2009 si è rivelato un anno negativo, con cinque sconfitte subite al Sei Nazioni e un ultimo posto ottenuto nel Campionato mondiale giovanile che è costato la retrocessione nel campionato secondario per l'anno seguente. Nel 2010 l'Italia ha nuovamente subito 5 sconfitte al Sei Nazioni ma la vittoria del Trofeo mondiale di rugby giovanile le ha garantito nuovamente l'accesso alla successiva edizione del Campionato mondiale. Al Sei Nazioni 2011 la nazionale italiana ha ritrovato una vittoria sconfiggendo fuori casa ancora la Scozia 9-7; lo stesso anno gli Azzurrini sono riusciti a mantenere il loro posto nel Campionato mondiale sconfiggendo nello spareggio Tonga 34-22.
Alla fine del 2011 Craig Green ha rimpiazzato Andrea Cavinato sulla panchina dell'Italia. Il Sei Nazioni 2012 è finito a secco di vittorie, inoltre la sconfitta 19-17 contro le Figi nello spareggio per la retrocessione durante il mondiale disputato in Sudafrica è costata la permanenza nel massimo campionato. Il C.T. Gianluca Guidi ha quindi sostituito Green sulla panchina italiana e ha diretto la Nazionale fino al Sei Nazioni 2013, dove l'Italia ha ottenuto un pareggio casalingo 25-25 contro l'Irlanda, e fino alla vittoria del Trofeo disputato in Cile che è valso la promozione nel Campionato mondiale. Al Sei Nazioni 2014 l'Italia, sotto la guida di Alessandro Troncon, ha ottenuto la sua terza vittoria contro la Scozia, sconfitta 32-13, e mantenuto la permanenza nella massima competizione mondiale sconfiggendo nello spareggio le Figi 22-17.
Il 2015 è stato l'anno del Campionato World Rugby Under-20 casalingo. La stagione non è iniziata nel migliore dei modi, con un Sei Nazioni concluso a zero punti registrando fra l'altro le pesanti sconfitte esterne 61-0 e 45-0 rispettivamente contro Inghilterra e Scozia, andando vicino alla vittoria solamente nell'ultima partita del torneo giocata contro il Galles il 20 marzo a Rovereto, persa nel finale 23-21 a causa di una meta tecnica assegnata ai gallesi a tempo scaduto. A giugno si è disputato il Campionato World Rugby Under-20 ospitato in Italia: nella fase a gironi gli Azzurrini si sono piazzati all'ultimo posto con due punti conquistati grazie ai bonus guadagnati nella partita persa 30-24 contro Samoa. Le due squadre si sono poi affrontate nuovamente nella partita decisiva per evitare la retrocessione nel Trofeo World Rugby Under-20, partita che ha visto prevalere la Nazionale italiana col punteggio 20-19.
- Andrea Cavinato (2008–2011)
- Craig Green (2011–2012)
- Gianluca Guidi (2012–2013)
- Alessandro Troncon (2013–2017)
- Fabio Roselli (2017–2020)
- Massimo Brunello (2020–presente)

Nel 2016 e 2017 seguono due ultimi posti nel Sei Nazioni di categoria con zero vittorie all'attivo. Nel Campionato World Rugby Under-20 2016 la Nazionale Under-20 conquista la salvezza nella finale per 11º e 12º posto contro il Giappone, superato 41-17 con 6 mete marcate. L'edizione 2017 in Georgia vede gli Azzurrini classificarsi terzi nella fase a gironi del torneo davanti all'Irlanda, battuta di misura 22-21 all'esordio. Le altre due partite contro Nuova Zelanda e Scozia sono due sconfitte: la prima, persa 26-68, vede la Nazionale conquistare uno storico punto di bonus, mentre la seconda è frutto di una partita combattuta terminata con una sconfitta di misura 16-17. Dopo aver ceduto 19 a 42 contro l'Australia, nella finale per 7º e 8º posto viene nuovamente sconfitta di misura dal Galles col punteggio 24-25. Ciò nonostante l'8º posto conquistato dagli Azzurrini è il miglior piazzamento della Nazionale italiana Under-20 nel Campionato World Rugby.
Nell'estate 2017 Fabio Roselli ed Andrea Moretti subentrano a Troncon ed Orlandi sulla panchina. Il Sei Nazioni 2018 vede gli Azzurrini al 4º posto in classifica, miglior risultato di sempre, grazie alle vittorie ottenute contro Galles e Scozia: la prima storica, ottenuta per 18 a 7 in trasferta all'Eirias Stadium di Colwyn Bay, e la seconda, vinta col punteggio di 45-31 allo Stadio della Vittoria di Bari. Degna di nota anche la performance in Irlanda nella partita persa 38-34, 4 mete segnate e bonus difensivo, giocata in 14 dal 9' di gioco a causa di un'espulsione. Nel Campionato World Rugby Under-20 2018, la Nazionale giovanile si riconferma all'8º posto finale, come nell'edizione precedente, battendo Scozia e Argentina durante la fase a gironi, piazzandosi 5ª nella classifica aggregata, ovvero la prima squadra esclusa dalle semifinali 1º-4º posto. Il tre quarti ala azzurro Giovanni D'Onofrio è metaman dell'edizione, insieme al sudafricano Wandisile Simelane, con all'attivo 6 mete marcate.

## Palmarès
- Trofeo mondiale di rugby giovanile: 2
2010, 2013

## Statistiche delle competizioni

### World Rugby Under-20
| 2008                                                                          | Campionato | Galles        | 11ª |                       |
| 2009                                                                          | Campionato | Giappone      | 13ª | retrocessione         |
| 2010                                                                          | Trofeo     | Russia        | 1ª  | Vincitore; promozione |
| 2011                                                                          | Campionato | Italia        | 11ª |                       |
| 2012                                                                          | Campionato | Sudafrica     | 12ª | retrocessione         |
| 2013                                                                          | Trofeo     | Cile          | 1ª  | Vincitore; promozione |
| 2014                                                                          | Campionato | Nuova Zelanda | 11ª |                       |
| 2015                                                                          | Campionato | Italia        | 11ª |                       |
| 2016                                                                          | Campionato | Inghilterra   | 11ª |                       |
| 2017                                                                          | Campionato | Georgia       | 8ª  |                       |
| 2018                                                                          | Campionato | Francia       | 8ª  |                       |
| 2019                                                                          | Campionato | Argentina     | 9ª  |                       |
| 2023                                                                          | Campionato | Sudafrica     | 11ª |                       |
| 2024                                                                          | Campionato | Sudafrica     | 10ª |                       |
| 2025                                                                          | Campionato | Italia        | 7ª  | Miglior risultato     |
| Legenda: Promozione nel Campionato Retrocessione nel Trofeo Miglior risultato |            |               |     |                       |

### Sei Nazioni Under-20
| Edizione                                              | Posizione | Partite    | Partite | Partite | Partite | Punti       | Punti        | Punti            | Punti | Bonus     | Bonus     | Punti in classifica |
| Edizione                                              | Posizione | Gareggiate | Vinte   | Nulle   | Perse   | Punti fatti | Punti subiti | Differenza punti | Mete  | Offensivo | Difensivo | Punti in classifica |
| ----------------------------------------------------- | --------- | ---------- | ------- | ------- | ------- | ----------- | ------------ | ---------------- | ----- | --------- | --------- | ------------------- |
| 2008                                                  | 5ª        | 5          | 1       | 0       | 4       | 54          | 99           | -45              | 5     | NA        | NA        | 2                   |
| 2009                                                  | 6ª        | 5          | 0       | 0       | 5       | 57          | 137          | -80              | 6     | NA        | NA        | 0                   |
| 2010                                                  | 6ª        | 5          | 0       | 0       | 5       | 54          | 128          | -74              | 3     | NA        | NA        | 0                   |
| 2011                                                  | 5ª        | 5          | 1       | 0       | 4       | 39          | 180          | -141             | 1     | NA        | NA        | 2                   |
| 2012                                                  | 6ª        | 5          | 0       | 0       | 5       | 60          | 138          | -78              | 7     | NA        | NA        | 0                   |
| 2013                                                  | 6ª        | 5          | 0       | 1       | 4       | 65          | 145          | -80              | 8     | NA        | NA        | 1                   |
| 2014                                                  | 5ª        | 5          | 1       | 0       | 4       | 46          | 143          | -97              | 5     | NA        | NA        | 2                   |
| 2015                                                  | 6ª        | 5          | 0       | 0       | 5       | 46          | 216          | -170             | 6     | NA        | NA        | 0                   |
| 2016                                                  | 6ª        | 5          | 0       | 0       | 5       | 43          | 160          | -117             | 4     | NA        | NA        | 0                   |
| 2017                                                  | 6ª        | 5          | 0       | 0       | 5       | 61          | 156          | -95              | 8     | 0         | 2         | 2                   |
| 2018                                                  | 4ª        | 5          | 2       | 0       | 3       | 126         | 181          | -55              | 17    | 2         | 1         | 11                  |
| 2019                                                  | 5ª        | 5          | 1       | 0       | 4       | 88          | 168          | -69              | 15    | 2         | 1         | 7                   |
| 2022                                                  | 4ª        | 5          | 3       | 0       | 2       | 87          | 113          | -26              | 11    | 1         | 0         | 13                  |
| 2023                                                  | 3º        | 5          | 2       | 0       | 3       | 148         | 146          | +2               | 24    | 5         | 2         | 15                  |
| Legenda: Ultimo posto in classifica Miglior risultato |           |            |         |         |         |             |              |                  |       |           |           |                     |